# Lucius (Band)

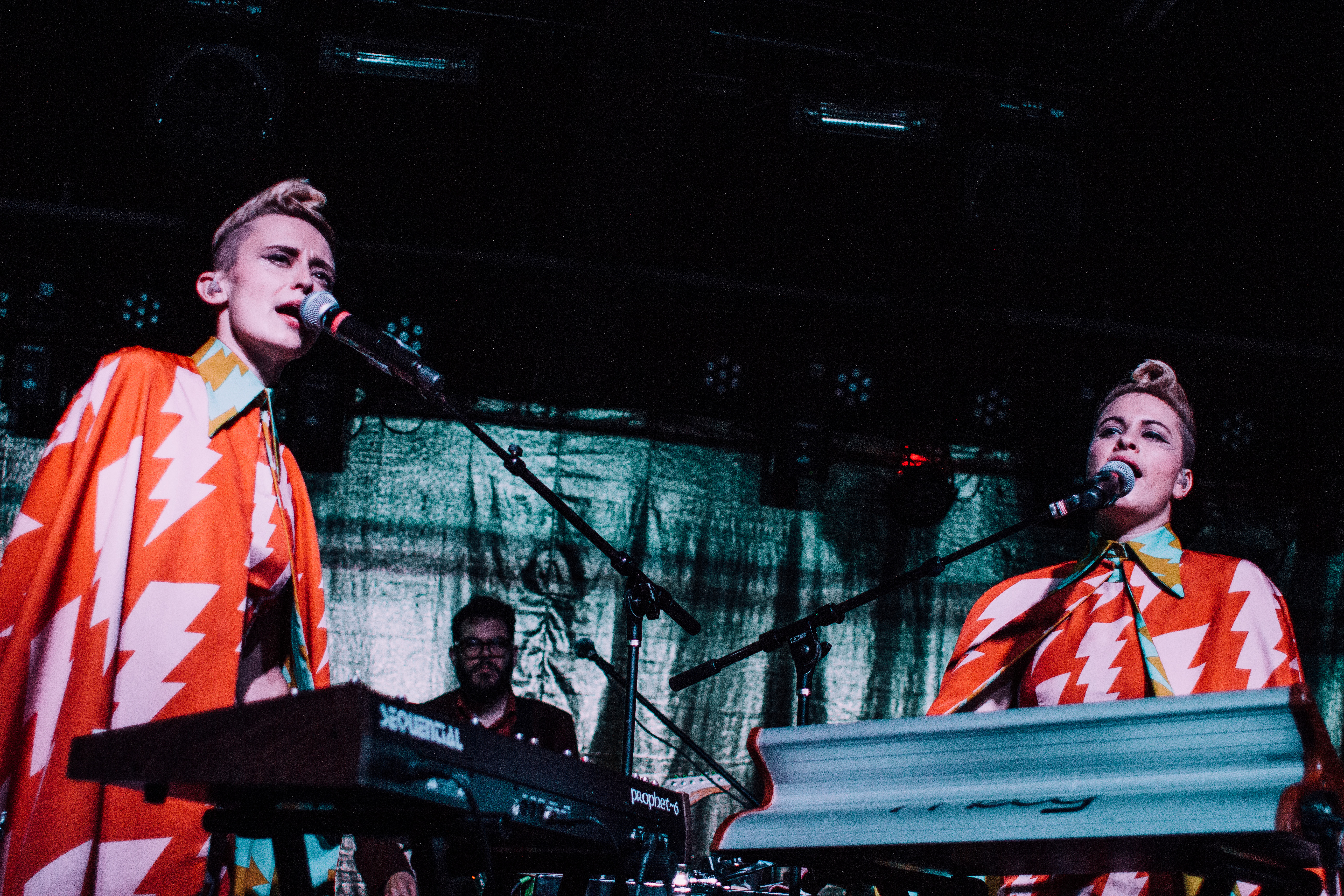
Lucius (2016)

Lucius ist eine US-amerikanische Indie-Rock-Band aus New York um die beiden Sängerinnen Jess Wolfe und Holly Laessig. Die beiden Frauen treten im Zwillingslook mit gleichen Frisuren und Bühnenkostümen auf.

## Bandgeschichte
Jess Wolfe und Holly Laessig lernten sich beim Studium am Berklee College of Music in Boston kennen. Sie schlossen sich zusammen und gingen nach Brooklyn, wo sie mit Gitarrist Peter Lalish und Dan Molad am Schlagzeug sowie dem Multiinstrumentalisten Andrew Burri 2008 die Formation Lucius vervollständigten.  
Bereits 2009 brachte die Band ein selbstproduziertes Album mit dem Titel Songs from the Bromley House heraus, die erste Labelveröffentlichung war aber eine den Bandnamen tragende EP im Jahr 2012. Ein Jahr später erschien bei Mom + Pop Music das Album Wildewoman. Es bekam nicht nur gute Kritiken, sondern brachte sie sofort auch in die Independent- und in die offiziellen Albumcharts. Über das Label Play It Again Sam wurde das Album auch international veröffentlicht. Dazu gingen Lucius auf große Tour durch Nordamerika und Europa, unter anderem als Begleitung von Jack White.
Neben der Band wirkten die beiden Sängerinnen auch bei Alben unter anderem von den Rentals und Tweedy als Gäste mit.
Zusammen mit dem Weezer-Produzenten Shawn Everett begannen Lucius 2015 mit den Arbeiten am nächsten Album. Good Grief wurde im Jahr darauf fertiggestellt und brachte sie in die Top 100 der Albumcharts und in die Top 10 der Indie-Charts. Es folgten erneut umfangreiche Touren und Auftritte. Laessig und Wolfe waren auch zu Gast beim Desert-Trip-Konzert von Roger Waters und The Who im Herbst des Jahres.
Die beiden gehören als Backgroundsängerinnen zur festen Besetzung des "Joni Jam", der Live-Band von Joni Mitchell seit ihrem Bühnen-Comeback 2022.

## Mitglieder
- Jess Wolfe, Sängerin, Synthesizer
- Holly Laessig, Sängerin, Keyboard
- Dan Molad, Schlagzeuger
- Peter Lalish, Gitarrist
- Andrew Burri, Multiinstrumentalist

## Diskografie
Alben
- Songs from the Bromley House (2009)
- Wildewoman (2013)
- Good Grief (2016)
- Nudes (2018)
- Second Nature (2022)

EPs
- Lucius (2012)
- What We Have (To Change) (2016)

Lieder
- Nothing Ordinary (2012)
- Tempest (2013)
- Turn It Around (2013)
- Genevieve (2014)
- Born Again Teen (2015)
- Dusty Trails (2016)
- Pulling Teeth (2016)
- Something About You (2016)